# كويسان
الكويسان (بالإنجليزية: Khoisan، تُنطق: /ˈkɔɪsɑːn/ KOY-sahn) هو مصطلح شامل يُستخدم للإشارة إلى الشعوب الأصلية في جنوب إفريقيا التي تتحدث تقليديًا لغات غير البانتو. يجمع هذا المصطلح بين شعبي الخويخوي والسان، الذين يتحدثون لغات تتميز بأصوات النقر. يُعد شعب الكويسان من المجتمعات الأصلية التي عاشت في جنوب إفريقيا وشكلت جزءًا من تاريخ المنطقة قبل الاستعمار الأوروبي، وقد استمرت هيمنتهم في المناطق غير المناسبة مناخيًا للزراعة، مثل إقليم كيب، وامتدت إلى ناميبيا وبوتسوانا، حيث تسود مجموعات الكويسان مثل الناما والدامارا.
يُعتقد أن العديد من شعوب الكويسان ينحدرون من انتشار مبكر جدًا للبشر الحديثين تشريحيًا إلى جنوب إفريقيا، يعود إلى أكثر من 150,000 عام. مع ذلك، تشير بعض الدراسات الحديثة الداعمة لنظرية متعددة المناطق إلى أن الكويسان قد يكونون المصدر الأصلي للسكان من البشر الحديثين تشريحيًا. لغاتهم تتميز بنظام صوتي فريد يشمل أصوات النقر، لكنها تنقسم اليوم إلى ثلاث عائلات لغوية منفصلة وغير مرتبطة، وهي: لغات خوي-كوادي، لغات توو، لغات كْخَع.
يُعتقد أن شعب الخويخوي يمثل موجة من المهاجرين الذين وصلوا إلى جنوب إفريقيا في أواخر العصر الحجري. ومع توسع البانتو قبل حوالي 1,500 إلى 2,000 عام، أصبحت مجتمعات الخويخوي أكثر ارتباطًا بأنماط الحياة الرعوية. ومع ذلك، فقد استمروا في التميز عن المجتمعات الناطقة بالبانتو، رغم حدوث بعض التداخل الثقافي واللغوي بين المجموعتين.
شعب السان، من ناحية أخرى، يُعرف بأنه من الصيادين وجامعي الثمار الذين عاشوا في مناطق مثل صحراء كالاهاري، وبوتسوانا، وناميبيا، وأنغولا، وزامبيا، وزيمبابوي، وليسوتو، وأجزاء من شمال جنوب إفريقيا. اشتُق اسم "السان" من لغة الخويخو، ويعني "الأشخاص الذين يلتقطون الأشياء من الأرض"، ويُستخدم للإشارة إلى مجموعات الصيادين وجامعي الثمار الذين لم يمتلكوا ماشية. يعبر المصطلح "سان" بشكل رئيسي عن نمط حياة أكثر من كونه يعبر عن هوية عرقية محددة، حيث ارتبط بأسلوب معيشي قائم على البحث عن الطعام بدلاً من الرعي أو الزراعة.
تتميز لغات الكويسان بوجود أصوات النقر، وهي سمة بارزة في أنظمتها الصوتية. كما انتقلت هذه الخاصية إلى بعض لغات البانتو في جنوب إفريقيا، مثل لغة الزوسا، مما يعكس التداخل الثقافي واللغوي الذي حدث مع توسع الشعوب الناطقة بالبانتو في المنطقة.
على الرغم من التحديات التي واجهتها مجتمعات الكويسان، بما في ذلك الاستعمار الأوروبي وتوسع الشعوب الناطقة بالبانتو، لا تزال هذه الشعوب تحتفظ بجزء من تراثها الثقافي واللغوي. تسهم دراساتهم في فهم التاريخ البشري المبكر في إفريقيا وتطور الأنماط المعيشية للمجتمعات الإنسانية.